# سیارک ۱۲۵۳۷
سیارک ۱۲۵۳۷ (به انگلیسی: 12537 Kendriddle، نامگذاری:1998MT34) دوازده هزار و پانصد و سی و هفتمین سیارک کشف شده‌است که در ۲۴ ژوئن ۱۹۹۸ کشف شد.
قدر مطلق سیارک برابر ۱۷.۸ است.